# Pythonides
Pythonides is een geslacht van vlinders van de familie dikkopjes (Hesperiidae), uit de onderfamilie Pyrginae.

## Soorten
- P. braga Evans, 1953
- P. eminus Bell, 1934
- P. grandis Mabille, 1878
- P. hampa Evans, 1953
- P. herennius Geyer, 1838
- P. homer Evans, 1953
- P. jovianus (Stoll, 1782)
- P. juxta Bell, 1934
- P. lancea (Hewitson, 1868)
- P. lerina (Hewitson, 1868)
- P. limaea (Hewitson, 1868)
- P. mundo Freeman, 1979
- P. neivai (Hayward, 1940)
- P. parallelus Mabille, 1897
- P. pescada Bell, 1956
- P. tullia Evans, 1953
- P. vicinus Mabille & Boullet, 1916